# Navarro (apellido)
El apellido Navarro nace como apodo dado a los caballeros hidalgos navarros que participaron en la reconquista española. Además el apellido Navarro fue expandido por toda Valencia.

## Historia
A inicios del siglo XII, la villa de Ejea, antigua ciudadela romana, estaba ocupada por los moros (musulmanes de España). Es en esa época, más exactamente en 1108, cuando el Rey Alfonso I de Aragón, toma por las armas y después de un largo sitio la ciudad; a la cual rebautiza como Ejea de los Caballeros en honor a los caballeros que lo habían seguido en la batalla. Entre ellos, se encontraba un grupo de hidalgos navarros "caballeros principales", es decir, descendientes de Reyes o de las más nobles casas de Navarra, quienes eran conocidos como Los Navarro. Es aquí, en esta villa de Aragón, donde los navarros toman heredad, dando origen al apellido Navarro.
En 1695, las Cortes Generales y Justicia Mayor de Aragón a nombre del Rey, confirman para la ciudad de Ejea de los Caballeros y los descendientes de Los Navarros el privilegio de infanzonia, hidalguía y nobleza sobre la base de su derecho e hidalguía antigua. Los descendientes de Los Navarro, prueban a lo largo de los siglos su nobleza e infanzonia en las órdenes de Santiago, Calatrava y Montesa, los Tercios Españoles a órdenes del Duque de Alba y hacen presencia junto a sus Reyes en la rendición de Granada.
Cabe citar su participación en las campañas de Italia y la conquista de Orán. En la guerra de la Liga Santa y la toma de Milán; así como, en las batallas de Marignano y Bicoca. Los hombres y mujeres de apellido Navarro se han destacado no sólo en lo militar; sino también, en la política española y americana, la literatura, la música, la poesía, la exploración tanto geográfica como científica. Algunas de sus casas ante confirmación de hidalguía y nobleza, recibieron títulos nobiliarios como el Marquesado de la Victoria y otros más. Ese apellido ha pasado de generación en generación hasta nuestros días por miles de reyes.
En 1682 Domingo Navarro compró el Monasterio Cisterciense de La Concepción de la Virgen de Cambrón (Sádaba), por cuatro mil libras jaquesas en contra de la voluntad del cister, que consiguió su retorno situándolo bajo la propiedad del monasterio de la Oliva en 1724. La familia Navarro fue dueña de la iglesia monástica de Puilampa, muy cercana a Sádaba, parte del monasterio de hospitalarios que la erigieron y habitaron. Es propiedad particular y se sitúa a la orilla derecha del río Riguel, frente al monasterio femenino de Cambrón.